# 해롤드 굿윈 (영국 배우)
해롤드 굿윈(Harold Goodwin, 1917년 10월 22일 ~ 2004년 6월 3일)은 영국의 배우, 텔레비전 배우이다.
잉글랜드에서 태어났으며 잉글랜드에서 사망하였다.

## 영화
- 늑대인간 소년 (1973년)
- 프랑켄슈타인 죽이기 (1970년)
- 악령의 미스테리 (1965년)
- 미이라 묘지의 저주 (1964년)
- 무브 오버, 달링 (1963년)
- 오페라의 유령 (1962년)
- 지상 최대의 작전 (1962년)
- 거머리 여인 (1960년)
- 스파타커스 (1960년)
- 미이라 (1959년)
- 왕자와 무희 (1957년)
- 콰이강의 다리 (1957년) - 베이커 역
- 딜론 보안관 (1955년)
- 레이디킬러 (1955년)
- 덴리 시장이 되다 (1952년)
- 애보트와 코스텔로 - 투명인간을 만나다 (1951년)
- 라스트 아웃포스트 (1951년)
- 흰 양복의 사나이 (1951년)
- 크리스마스 소원 (1950년)
- 레이더 패트롤 대 스파이 킹 (1949년)
- 핑크 말 타기 (1947년)
- 러버 컴 백 (1946년)
- 유윌 네버 겟 리치 (1941년)
- 벅 프라이빗 (1941년)
- 파랑새 (1940년)
- 수잔나 오브 더 마운티스 (1939년)
- 세컨드 피들 (1939년)
- 링컨 (1939년)
- 무법자 제시 제임스 (1939년)
- 저스트 어라운드 더 코너 (1938년)
- 마이 럭키 스타 (1938년)
- 해피 랜딩 (1938년)
- 십자군 (1935년)
- 디러저블 (1931년)
- 서부 전선 이상 없다 (1930년)
- 카메라맨 (1928년)
- 전문학교 (1927년)
- 타잔 - 제임스 피어스 편 (1927년)